# Marcon
Marcon ist eine Gemeinde mit 17.689 Einwohnern (Stand 31. Dezember 2023) in der Metropolitanstadt Venedig der Region Venetien in Italien.
Sie bedeckt eine Fläche von 25 km².

## Industrie
In den zwei Gewerbegebieten in der Gemeinde haben sich die unterschiedlichsten Industrieunternehmen angesiedelt.